# Xurxo Mariño
Xurxo Mariño Alfonso (Lugo, 21 de abril de 1969) es un biólogo especializado en neurociencia, profesor, investigador, escritor y divulgador científico español.

## Biografía
Xurxo Mariño nació en Lugo el 21 de abril de 1969. Durante la adolescencia comenzó a interesarse de manera activa en la geología, astronomía y cosmología, el ajedrez, el cubo de Rubik y especialmente por la programación informática y los ordenadores, aprendiendo a programar en un Sinclair ZX81. Se licenció en biología en la Universidad de Santiago de Compostela. Durante la carrera trabajó en el Departamento de Zoología donde programó un software de análisis estadístico para su uso en las tesis doctorales del departamento y realizó investigaciones en entomología, especialmente con escarabajos. En la carrera comenzó a interesarse también por la fotografía, empleando para aprender la técnica fotográfica una Minolta X-300.
Se doctoró en 1998, también en la Universidad de Santiago de Compostela, con la tesis Influencia de la corteza sensoriomotora sobre la transmisión somatosensorial en el gato anestesiado dirigida por el profesor Antonio Canedo Lamas. En 2002 comenzó a trabajar como investigador postdoctoral en el Instituto de Tecnología de Massachusetts (MIT) en Estados Unidos, investigando en mecanismos fisiológicos y computacionales del cerebro en el Departamento del Encéfalo y Ciencias Cognitivas.
Actualmente es profesor del Departamento de Fisioterapia, Medicina y Ciencias Biomédicas de la Universidad de La Coruña e investigador en el Grupo de Neurociencia y Control Motor de la misma universidad. Su labor como investigador se centra en investigaciones para caracterizar las propiedades biofísicas y los circuitos que establecen las neuronas implicadas tanto en el control motor como en la percepción somatosensorial y visual. Desde 2019 también imparte la asignatura "Introducción a la Historia de la Tierra y de la Vida" en el Máster en Cultura Científica coorganizado por la Universidad del País Vasco y la Universidad Pública de Navarra.
Desde su fundación (2011) es miembro de la Asociación Gallega de Comunicación de Cultura Científica y Tecnológica (DivulgACCIÓN), participando activamente en las actividades de la asociación. Es miembro de la Asociación Española de Comunicación Científica (AECC). Es socio de la Sociedad para el Avance del Pensamiento Crítico (ARP-SAPC). También forma parte de la Sección de Ciencia, naturaleza y Sociedad del Consello da Cultura Galega (Consejo de la Cultura Gallega).
Además de su carrera como investigador, profesor y divulgador científico, cultiva otros intereses como la programación informática, la geología, la paleoantropología, la astronomía, la filosofía de la ciencia o la fotografía.

## Divulgación científica
Durante su estancia como investigador posdoctoral en el MIT colaboró periódicamente con el portal cultural gallego culturagalega.org escribiendo una sección denominada Apuntamentos do Natural (Apuntes de lo Natural) con textos de divulgación científica, centrándose especialmente en sus vivencias y aprendizaje en el MIT. Fruto de esa colaboración escribió sus dos primeros libros de divulgación cientígica: Os Dados do Reloxeiro (Los dados del relojero) en 2005 y Po de estrelas (Polvo de estrellas) en 2008.
Gran parte de su labor divulgativa se ha centrado en la realización de actividades de divulgación utilizando recursos propios de las artes escénicas, como los "Cafés-Teatro Científicos" y los "Discurshows".
En los "Cafés-Teatro Científicos", coorganizados por su grupo de investigación NEUROcom, realiza lo que él llama "emboscada científica": consisten en la popularización de la ciencia en lugares poco habituales para una conferencia científica (bares, cafeterías, etc.) y con público que no habían acudido al local a escuchar la charla, con el objetivo de transmitir ideas y reflexiones sobre temas científicos de forma informal que a priori no iban a interesar a esas personas.
Los "Discurshows" son una mezcla de teatro y divulgación, creados por Xurxo Mariño y el actor Vicente de Souza. Los "Discurshows" que han escrito y representado hasta el momento son: “Matarratas Darwin”, sobre anécdotas y curiosidades que rodearon el viaje de Charles Darwin en el HMS Beagle (2009), "Protón" (2012) sobre física y biología y "Código Sapiens" (2016) sobre lenguaje y mente simbólica.
En 2010 y 2011 Xurxo Mariño participó en un programa de la Televisión de Galicia llamado Conexións (Conexiones) presentado por Yolanda Vázquez, donde tenía una sección llamada "Monólogo" consistente en explicar conceptos científicos de una manera sencilla, acompañado de animaciones y actuaciones. Fue emitido en las sobremesas de los domingos, con una duración total de 25 minutos por capítulo.
En diciembre de 2010 empezó a colaborar con la plataforma de divulgación científica Naukas.
En 2017 y 2018 colaboró con la revista cultural gallega Luzes en una sección denominada "Tercera Cultura".
Colabora de forma habitual realizando divulgación en revistas, periódicos, televisión o radio.
Desde marzo de 2019 es colaborador del programa radiofónico Julia en la onda dirigido por la periodista Julia Otero, en una sección de divulgación científica denominada "Master Class".
Su trabajo como divulgador destaca por su especial interés en aquellos proyectos de naturaleza híbrida entre la cultura científica y las otras formas de conocimiento que emanan de las artes y las humanidades.

## Vuelta al mundo
Desde el 2 de octubre de 2013 hasta el 1 de septiembre de 2014, Xurxo Mariño estuvo viajando alrededor del mundo con Elisa Couto. Sus experiencias en el día a día del viaje en el viaje fueron plasmadas en un blog y posteriormente en un libro titulado Terra (Tierra). Es un libro de viaje, fotografías y divulgación científica, plasmando cuestiones personales, históricas, sociales, políticas y científicas (geografía, geología, química, evolución, etc.) de cada región visitada.

## Obras

### Divulgación científica
- Os Dados do Reloxeiro. Ciencia amena para mentes inquietas (2005)[7]
- Po de estrelas (2008)[23]
- Neurociencia para Julia (2012)[2]
- Tierra. Ciencia, aventuras y sorpresas de un viaje alrededor del mundo (2017)[3]
- Sección "Autoconsciencia y evolución" en el libro #Nodos (2017)[40]
- El misterio de la mente simbólica. Cerebro, lenguaje y evolución (2018)[41]

### Ficción
- Disecciones, diez relatos sobre la enfermedad (2016), donde participa con el relato "El suelo".[42]

## Premios
- Premio especial del jurado del I Premio FECYT de Comunicación Científica (2011) por su labor divulgativa en el programa Conexións (Conexiones) de la Televisión de Galicia, por la creación de diferentes actividades científicas como el “Discurshow” o los “Cafés-teatro-científicos” y por sus charlas de divulgación en centros de educación y en la web.[24]
- Premio Tesla de Divulgación (2014).[43]
- Premio Lois Peña Novo (2017).[44]
- Premio Gala do Libro Galego (2018), en la categoría de Divulgación por Tierra.[45]
- Mención honorífica del Premio Prismas de Divulgación Científica (2018), en la categoría de libro editado por Tierra.[46]